# Maven
Maven var et slagterkvarter som frem til 1917 lå hele vejen rundt om ruinen af den gamle Nikolaj Kirke, på Nikolaj Plads i København, som delvist nedbrændte under Københavns brand 1795.
Magistraten i København fandt i starten af 1800-talet forholdene rundt om ruinen under al kritik. I 1810 fik slagterne på Højbro Plads tilladelse til at flytte deres boder til det tidligere kirkegårds område omkring ruinen af Nikolaj Kirke. Pladsen var fyldt med træskure og boder, i hvilke slagtere, amagere, høkere og kallunsmænd havde deres meget primitivt indrettede butikker og håndværkere brugte stedet som lagerplads. I alt fandtes der i 1842 82 boder og stadepladser på pladsen. Slagterboder lå ved denne tid også på Gråbrødretorv, på Nytorv og på Gammeltorv, men pladsen havde med tiden blevet for trang så arkitekten C. F. Hansen (1756-1845) foreslog allerede i midten af 1820'erne et projekt for opførelse af var en række slagterboder i lave basarbygninger omkring Nikolaj Kirke, Men det gik en del år, inden man besluttede sig for at rydde pladsen og indrette nye boder. Først i årene 1845-1846 rejstes de egentlige slagterboder opført i støbejern og nygotisk stil, tegnnet af arkitekten P.C. Hagemann (1810-1853) og opført af H.G.F. Holm. Sommeren 1846 stod Hagemanns slagterbutikker klar til indflytning. Hermed fik bystyret næsten opfyldt ønsket om at samle slagterudsalgene på et sted, men der var fortsat et par udsalg på Christianshavn og Vesterbro. Markedsboderne løb langs med Lille Kongensgade, Nikolajgade, Vingårdstræde og Admiralgade. De slagtere der vendte mod gaderne solgte kød af høj kvalitet, mens dem der vendte mod den centrale gård solgte andenrangs kød. Boderne, i alt 68 større og 10 mindre butikker, blev udlejet til byens slagtere og et mindre antal grønthandlere og benyttedes helt frem til 1917, hvor de blev nedrevet, da man begyndte at opføre den nuværende Nikolaj Kirke. Den største omsætning af kød fandt under denne periode fortsat sted på Nytorv helt frem til 1910, da Flæskehallen i Kødbyen blev taget i brug. Tiden var også løbet fra denne form for detailhandel med kød som fandtes i Maven, da det nu længe havde været tilladt at indrette udsalgssteder i private huse.
Storm P.'s far, slagtermester Carl Frederik Christian Petersen, som var en af slagterene, havde to udsalg i Maven, og Storm P. kom i midten af 1890'erne i slagterlære der.